# Bionic Woman
Bionic Woman is een Amerikaans sciencefictionserie en remake van De Vrouw van Zes Miljoen uit de jaren zeventig. De serie werd gecreëerd door David Eick en uitgezonden in 2007 door NBC. De productie van de serie werd onderbroken door de staking van de Writers Guild of America in 2007 en 2008 en werd door tegenvallende kijkcijfers gestopt. Er werden acht afleveringen geproduceerd. De serie werd in België (Vlaanderen) in 2011 uitgezonden door de commerciële televisiezender VT4.

## Plot
Jaime Sommers (Michelle Ryan) is barvrouw en zorgt voor haar jongere zuster. Nadat ze zwaargewond geraakt door een auto-ongeval wordt ze gered door haar vriend, die een aantal lichaamsdelen vervangt met bionische implantaten. Daardoor krijgt ze superkrachten en gaat ze werken voor de Berkut Group, een organisatie die verantwoordelijk is voor haar implantaten en die zich toelegt op undercoveroperaties. Intussen moet ze afrekenen met Sarah Corvus (Katee Sackhoff), een opstandige bionische vrouw die erg veel bijwerkingen ondervindt van haar implantaten.

## Cast
- Michelle Ryan als Jaime Sommers
- Miguel Ferrer als Jonas Bledsoe
- Molly Price als Ruth Treadwell
- Will Yun Lee als Jae Kim
- Chris Bowers als Will Anthros
- Mark Sheppard als Anthony Anthros
- Katee Sackhoff als Sarah Corvus
- Isaiah Washington als Antonio Pope
- Kevin Rankin als Nathan
- Jordan Bridges als Tom

## Afleveringen
| Afl.nr. | Afleveringen                   | Uitzenddatum USA  | Uitzenddatum VL   |
| ------- | ------------------------------ | ----------------- | ----------------- |
| 1.01    | Second Chances                 | 26 september 2007 | 4 september 2011  |
| 1.02    | Paradise Lost                  | 3 oktober 2007    | 11 september 2011 |
| 1.03    | Sisterhood                     | 10 oktober 2007   | 18 september 2011 |
| 1.04    | Faceoff                        | 17 oktober 2007   | 25 september 2011 |
| 1.05    | The Education of Jaime Sommers | 2 oktober 2007    | 2 oktober 2011    |
| 1.06    | The List                       | 7 november 2007   | 9 oktober 2011    |
| 1.07    | Trust Issues                   | 14 november 2007  | 16 oktober 2011   |
| 1.08    | Do Not Disturb                 | 28 november 2007  | 23 oktober 2011   |